# Hersilia wraniki
Hersilia wraniki là một loài nhện trong họ Hersiliidae.
Loài này thuộc chi Hersilia. Hersilia wraniki được miêu tả năm 2004 bởi Rheims, Antonio D. Brescovit & van Harten.